# Palača Auersperg u Ljubljani
Palača Auersperg ili Turjaška palača smještena je u Gosposkoj ulici br. 15 u Ljubljani.
Sagrađena je 1642. godine nadogradnjom srednjovjekovne kuće. Podignuo ju je grof Janez Andrej Auersperg. Današnje je pročelje rezultat obnove početkom 19. stoljeća.
Gradska uprava Ljubljana kupila je 1937. palaču i u njoj otvorila gradski muzej.